# Інґеборґ Шміц
Інґеборґ Шміц (нім. Ingeborg Schmitz, 22 квітня 1922) — німецька плавчиня.
Срібна медалістка Олімпійських Ігор 1936 року.